# غاو ويستمارك
غاو ويستمارك أو غاو الراين بالاتينات (بالإنجليزية: Western March ) هو التقسيم الإداري لألمانيا النازية من 1933 إلى 1945. من 1926 إلى 1933، كان تقسيمًا إقليميًا للحزب النازي.

## التاريخ
تأسس نظام النازي غاو أصلاً في مؤتمر للحزب في 22 مايو 1926 لتحسين إدارة هيكل الحزب. من عام 1933 فصاعدًا، بعد الاستيلاء النازي على السلطة، حل الغاو محل الولايات الألمانية بشكل متزايد كتقسيمات إدارية في ألمانيا. 
على رأس كل غاو هناك غاولايتر، وهو موقع أصبح أكثر قوة على نحو متزايد، لا سيما بعد اندلاع الحرب العالمية الثانية. كان غوليتر المحلي مسؤولا عن الدعاية والمراقبة، ومنذ سبتمبر 1944 فصاعدا، فولكسستورم والدفاع عن الغاو.  
شغل جوزيف بوركل منصب غاولايتر في ويستمارك لغالبية وجود غاو حتى عام 1944، عندما تولى ويلي ستور.  